# Bataille d'Ostie

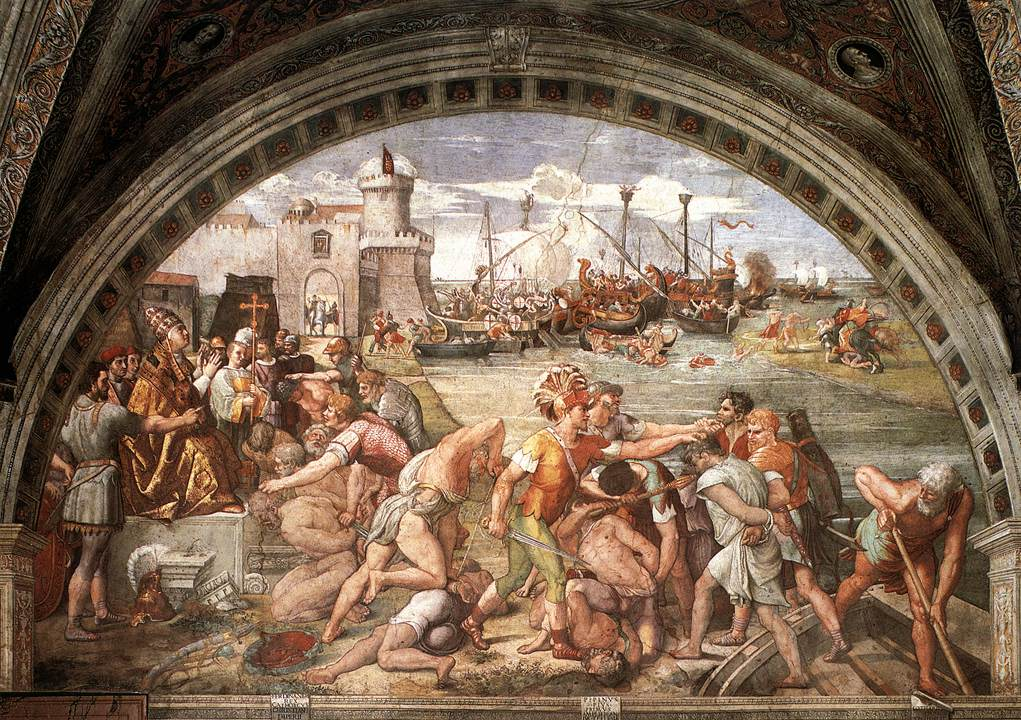
Fresque de Raphael : La bataille d'Ostie

La bataille d'Ostie en Italie s'est déroulée en l'an 849. Il s'agit d'une bataille navale entre les pirates sarrasins et une flotte italienne alliée, composée de navires des états pontificaux, des duchés Amalfi, de Naples et de Gaeta.

## Contexte
Dès 827, les forces musulmanes ont commencé à conquérir la Sicile. En l'an 846, les Sarrasins mettent Rome à sac, pillent, pour leurs trésors, diverses basiliques, y compris la basilique pontificale de Constantin.

## La bataille
Les nouvelles d'un regroupement de navires sarrasins au large de la Sardaigne arrivent à Rome au début de 849. Une armada de chrétiens, commandée par César, fils de Serge Ier, le duc de Naples, a été assemblée récemment au large d'Ostie ; le pape Léon IV est venu la bénir et parler avec les troupes, il y fait une messe. La bataille s'engage lorsque les bateaux pirates apparaissent ; la bataille est conduite par les galères napolitaines. Entre-temps, durant l'engagement, une tempête divise les ennemis, les navires chrétiens réussissent à rentrer au port. Les musulmans, sont cependant, dispersés au large et subissent de nombreuses pertes de navires tandis que d'autres échouent à terre. Quand la tempête s'apaise, les restes de la flotte arabe sont facilement interceptés et de nombreux prisonniers sont faits.
Dans la foulée de la bataille, un gros butin échoue sur le rivage, pour être pillé par les habitants, par naufragii ius. Les prisonniers, faits au combat, sont envoyés pour travailler en tant que forçats à la construction du mur léonin qui devait englober la colline du Vatican. Rome ne sera plus jamais menacée par une armée arabe.
La bataille est l'un des rares événements à se produire dans le sud de l'Italie au cours du Xe siècle. Le souvenir en Italie existe toujours en raison des murs nommées d'après Léon IV mais aussi la peinture de la Renaissance faite par Raphaël : Battaglia di Ostia.

## Sources
- (en) Cet article est partiellement ou en totalité issu de l’article de Wikipédia en anglais intitulé « Battle of Ostia » (voir la liste des auteurs).